# Friedrich von Koenen

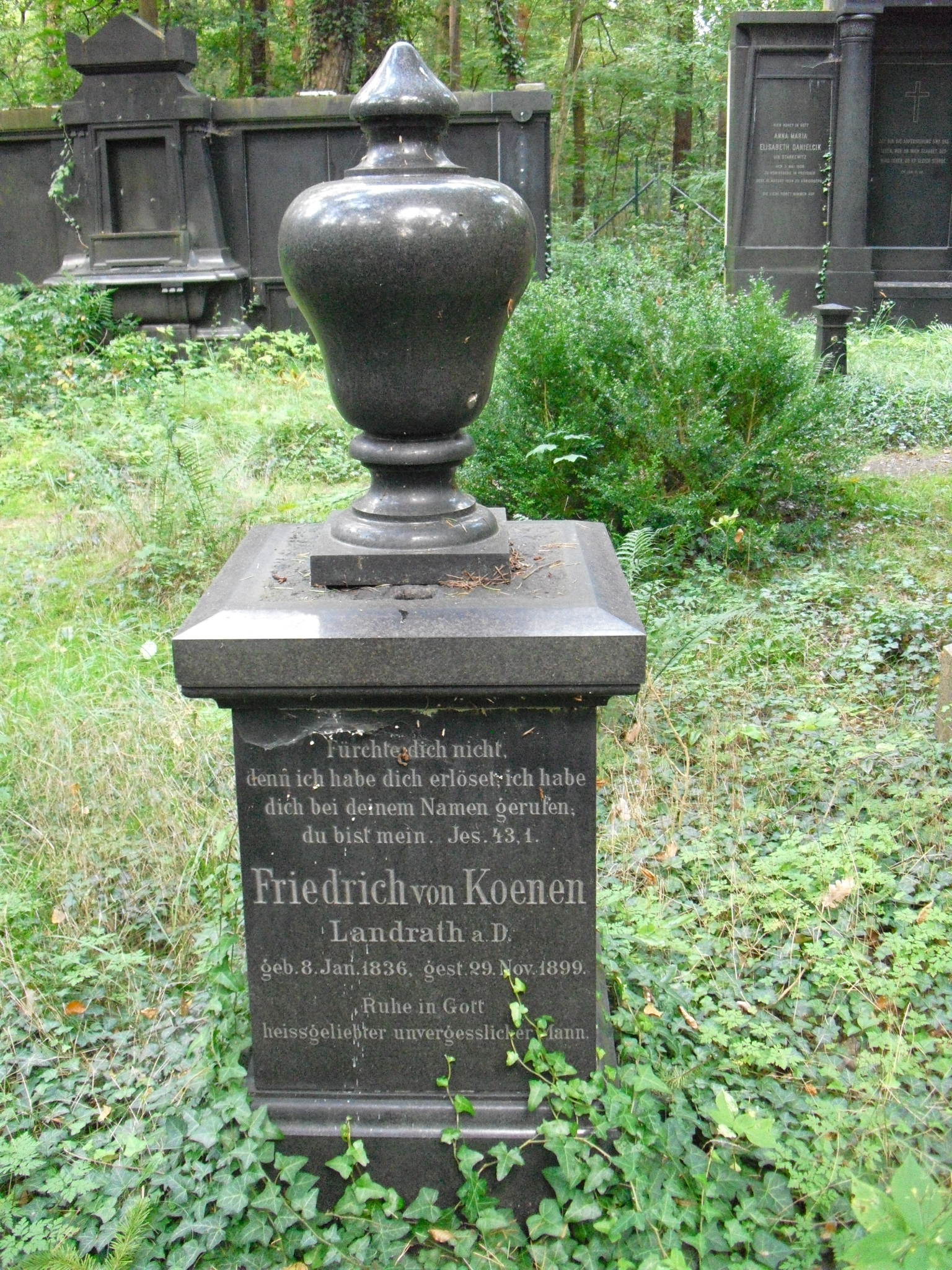
Grabstein für Friedrich von Koenen, Landrath a. D., auf dem Südwestkirchhof Stahnsdorf

Friedrich Wilhelm Ernst von Koenen (* 8. Januar 1836 in Frankfurt an der Oder; † 29. November 1899 in Berlin) war ein deutscher Verwaltungsjurist in Preußen.  

## Leben
Koenens Großvater war der Kammergerichtspräsident Johann Friedrich von Koenen. Der Vater war Präsident der Prüfungskommission für höhere Verwaltungsbeamte und Besitzer des Rittergutes Quenstedt. 
Koenen war im Corps Neoborussia Berlin (1856) und im Corps Marchia Halle (1857) aktiv. Er wurde 1867 kommissarisch und 1868 endgültig als Landrat des Mansfelder Gebirgskreises im Regierungsbezirk Merseburg der preußischen Provinz Sachsen eingesetzt. Er bekleidete dieses Amt bis 1883. Er war auch Mitglied im Provinziallandtag der Provinz Sachsen.